# 1981 Midas
Thiên thạch 1981 Midas được phát hiện ngày 6 tháng 3 năm 1973 bởi Charles T. Kowal ở Đài thiên văn Palomar. Nó được đặt theo tên Midas, vua của Phrygia theo truyền thuyết Hi Lap người có thể chuyển mọi thứ thành vàng khi chạm chúng. Midas là một thiên thạch Apollod, Venus và thiên thạch băng qua Sao Hỏa với chu kỳ 2 năm, 134 ngày.